# Maria Bukowska-Strzyżewska
Maria Bukowska-Strzyżewska (ur. 11 lutego 1929 w Szczepkowie, zm. 13 maja 2009 w Łodzi) – polska chemik i krystalograf, profesor Politechniki Łódzkiej.
W 1955 ukończyła studia na Wydziale Chemicznym Politechniki Łódzkiej. Pracę rozpoczęła w 1953 w Katedrze Chemii Nieorganicznej. W 1960 uzyskała stopień naukowy doktora, w 1967 stopień doktora habilitowanego, a w 1983 tytuł profesora.
Przez cztery kadencje pełniła funkcję prodziekana Wydziału Chemicznego Politechniki Łódzkiej. Była kierownikiem zespołu dydaktycznego w Instytucie Chemii Ogólnej i Ekologicznej PŁ oraz przewodniczącą Komitetu Krystalografii Łódzkiego Towarzystwa Naukowego.
Jej główne kierunki działalność naukowa-badawczej w dziedzinie krystalochemii obejmowały związki kompleksowe miedzi(II) oraz połączenia metaloorganiczne. Dorobek naukowy to ponad 100 publikacji. Wypromowała siedmiu doktorów.
Pochowana na cmentarzu w Łodzi – Łagiewnikach.